# Fumihiko Kakubari
Fumihiko Kakubari (jap. 角張 文彦, Kakubari Fumihiko; * 11. März 1984) ist ein japanischer Shorttracker.

## Sportliche Laufbahn
Kakubaris erster Auftritt im Weltcup fand in der Saison 2006/07 statt, als er ein Rennen über die 1000-Meter-Strecke sowie die ersten drei von acht 1500-m-Rennen der Saison bestritt. In diesen drei Wettkämpfen erreichte er als beste Platzierung einen sechsten Rang, über 1000 Meter wurde er Siebter. Danach wurde er in jener Saison im Weltcup nicht mehr eingesetzt, auch nahm er an keinem Großereignis teil.
Erst im Weltcup 2007/08 kehrte Kakubari in die internationalen Wettbewerbe zurück, jedoch startete er erneut nur bei den ersten beiden von sechs Weltcupstationen in China und Japan. Dennoch konnte er als Vierter über 1500 Meter ein nächstes gutes Resultat verbuchen.
Im Shorttrack-Weltcup 2008/09 ging Kakubari auch erstmals außerhalb von Ostasien an den Start, in Kanada gelang ihm ein sechster Rang. Damit liegt er als drittbester Japaner in der Weltrangliste im November 2008 auf Rang 20. Kakubari ist einer von sechs Sportlern im japanischen Shorttrack-Nationalteam der Männer.